# 紫鏡
紫鏡（日语：／ Murasaki no Kagami */?），是日本的都市傳說、学校怪談的一種。

## 概要
日本现代的都市传说中，到了二十岁生日如果腦中浮現“紫镜”這個詞，就会遭到紫镜的诅咒。詛咒的說法有「遭到不幸」、「被鏡子碎片刺入全身而死」、「無法結婚」等說法，但如果說出“水色之鏡”（みずいろのかがみ）詛咒就會解除。至于为何会诅咒，又为什么是紫色的，就有多种不同的说法：其中一种是女儿因交通事故而死，母亲的镜子变成紫色；另一种是最终没能结婚的婚约者自杀，那个人收到的镜子就变成紫色等等。在色彩心理学中，“紫色”是不安的颜色，这也许就是诅咒之镜呈现紫色的原因。这个传说还有“紫色龟”、“黄色手绢”、“紫鏡的菊人偶”、“紅沼”、“海豚島”、“沾滿血的狐狗狸大人”等版本。也有如果腦中浮現“白水晶”、“白色力量”（ホワイトパワー）、“粉紅水晶”等辭彙，就「不會不幸」、「能夠幸福」等說法延續下來。

## 脚注
1. ↑  松山ひろし 『3本足のリカちゃん人形―真夜中の都市伝説』 イースト・プレス、2003年、204頁。
2. ↑  木原浩勝・岡島正晃・市ヶ谷ハジメ 『都市の穴』 双葉社〈双葉文庫〉、2003年、34頁。

## 关联項目
- 學校怪談
- 云外镜